# Bautista Merlini
Bautista Merlini (Vicente López, Buenos Aires, Argentina; 4 de julio de 1995) es un futbolista argentino que se desempeña como mediocampista en Gimnasia y Esgrima La Plata de la Primera División de Argentina.

## Trayectoria

### Comienzos y Platense
Merlini, desde los 4 años era llevado por su padre a escuelas de fútbol infantil. A los 9 años entró a las inferiores del Club Atlético Platense.
El 21 de noviembre de 2012, hace su debut oficial por Copa Argentina en la victoria 1-0 frente a Liniers entrando en el minuto 75 por Facundo Melivillo.
El 9 de febrero de 2013, juega su primer partido oficial en la Primera B Metropolitana, en la empate 0 a 0 frente a Barracas Central entrando desde el minuto 62 por Marcos Godoy. El 12 de marzo jugó su último partido oficial en Platense, fue frente a Temperley en donde el calamar caería derrotado por 1 a 0.

### San Lorenzo
El 2 de agosto de 2013, se hace oficial el arribo de Merlini al Club Atlético San Lorenzo de Almagro, en donde jugaría para la reserva de este. En 2015, San Lorenzo conseguiría el campeonato en la reserva tras 16 años y Merlini sería uno de sus pilares en el ataque.
Tras su gran año, Pablo Guede lo llamó para hacer la pretemporada con el primer equipo, en donde jugaría algunos amistosos contra Independiente y River Plate.
El 19 de abril de 2016, disputa su primer partido en el primer equipo en donde arrancaría como titular en el empate 1 a 1 contra Liga de Quito por el último partido del grupo de la Copa Libertadores 2016 de donde el club ya se encontraba eliminado.
El 2 de abril de 2017 marcó sus primeros dos goles en primera en la derrota contra Tigre.

### Club Guarani
Fue jugador del Club Guarani de paraguay proveniente de Club Atlético San Lorenzo de Almagro.

### Libertad
Desde 2021 hasta 2024 tuvo un prolífero paso por el Club Libertad de Paraguay donde obtuvo seis títulos.

### Gimnasia y Esgrima La Plata
En enero de 2025 llega a Gimnasia y Esgrima La Plata de la Primera División de Argentina en condición de jugador libre.

## Estadísticas

### Clubes
Actualizado hasta su último partido disputado el 11 de mayo de 2025.
| Club                              | Div.          | Temporada     | Liga  | Liga  | Liga   | Copas nacionales | Copas nacionales | Copas nacionales | Copas internacionales | Copas internacionales | Copas internacionales | Total | Total | Total  |
| Club                              | Div.          | Temporada     | Part. | Goles | Asist. | Part.            | Goles            | Asist.           | Part.                 | Goles                 | Asist.                | Part. | Goles | Asist. |
| --------------------------------- | ------------- | ------------- | ----- | ----- | ------ | ---------------- | ---------------- | ---------------- | --------------------- | --------------------- | --------------------- | ----- | ----- | ------ |
| C. A. Platense Argentina          | 3.ª           | 2012-13       | 2     | 0     | 0      | 1                | 0                | 0                | —                     | —                     | —                     | 3     | 0     | 0      |
| C. A. Platense Argentina          | Total club    | Total club    | 2     | 0     | 0      | 1                | 0                | 0                | 0                     | 0                     | 0                     | 3     | 0     | 0      |
| C. A. San Lorenzo Argentina       | 1.ª           | 2016          | —     | —     | —      | —                | —                | —                | 1                     | 0                     | 0                     | 1     | 0     | 0      |
| C. A. San Lorenzo Argentina       | 1.ª           | 2016-17       | 20    | 2     | 1      | —                | —                | —                | 8                     | 0                     | 1                     | 28    | 2     | 2      |
| C. A. San Lorenzo Argentina       | 1.ª           | 2017-18       | 3     | 0     | 0      | 2                | 0                | 0                | 4                     | 0                     | 0                     | 9     | 0     | 0      |
| C. A. San Lorenzo Argentina       | 1.ª           | 2018-19       | 6     | 0     | 0      | 1                | 0                | 0                | 3                     | 0                     | 0                     | 10    | 0     | 0      |
| C. A. San Lorenzo Argentina       | Total club    | Total club    | 29    | 2     | 1      | 3                | 0                | 0                | 16                    | 0                     | 1                     | 48    | 2     | 2      |
| Defensa y Justicia Argentina      | 1.ª           | 2018-19       | 5     | 0     | 0      | 2                | 0                | 0                | 1                     | 0                     | 0                     | 8     | 0     | 0      |
| Defensa y Justicia Argentina      | 1.ª           | 2019-20       | 9     | 1     | 1      | 1                | 0                | 0                | —                     | —                     | —                     | 10    | 1     | 1      |
| Defensa y Justicia Argentina      | Total club    | Total club    | 14    | 1     | 1      | 3                | 0                | 0                | 1                     | 0                     | 0                     | 18    | 1     | 1      |
| Club Guaraní Paraguay             | 1.ª           | 2020          | 33    | 1     | 4      | —                | —                | —                | 7                     | 1                     | 1                     | 40    | 2     | 5      |
| Club Guaraní Paraguay             | Total club    | Total club    | 33    | 1     | 4      | 0                | 0                | 0                | 7                     | 1                     | 1                     | 40    | 2     | 5      |
| Club Libertad Paraguay            | 1.ª           | 2021          | 22    | 4     | 3      | —                | —                | —                | 4                     | 0                     | 0                     | 26    | 4     | 3      |
| Club Libertad Paraguay            | 1.ª           | 2022          | 21    | 6     | 6      | —                | —                | —                | 7                     | 1                     | 0                     | 28    | 7     | 6      |
| Club Libertad Paraguay            | 1.ª           | 2023          | 12    | 2     | 1      | 4                | 1                | 0                | —                     | —                     | —                     | 16    | 3     | 1      |
| Club Libertad Paraguay            | 1.ª           | 2024          | 23    | 0     | 2      | 2                | 0                | 0                | 9                     | 0                     | 1                     | 34    | 0     | 3      |
| Club Libertad Paraguay            | Total club    | Total club    | 78    | 12    | 12     | 6                | 1                | 0                | 20                    | 1                     | 1                     | 104   | 14    | 13     |
| Gimnasia y Esgrima (LP) Argentina | 1.ª           | 2025          | 10    | 0     | 2      | 1                | 1                | 0                | —                     | —                     | —                     | 11    | 1     | 2      |
| Gimnasia y Esgrima (LP) Argentina | Total club    | Total club    | 10    | 0     | 2      | 1                | 1                | 0                | 0                     | 0                     | 0                     | 11    | 1     | 2      |
| Total carrera                     | Total carrera | Total carrera | 166   | 16    | 20     | 14               | 2                | 0                | 44                    | 2                     | 3                     | 224   | 20    | 23     |
| 1. 2.                             |               |               |       |       |        |                  |                  |                  |                       |                       |                       |       |       |        |

## Palmarés
| Título                | Club          | Sede     | Año    |
| --------------------- | ------------- | -------- | ------ |
| Primera División      | Club Libertad | Paraguay | A-2021 |
| Primera División      | Club Libertad | Paraguay | A-2022 |
| Primera División      | Club Libertad | Paraguay | A-2023 |
| Primera División      | Club Libertad | Paraguay | C-2023 |
| Copa Paraguay         | Club Libertad | Paraguay | 2023   |
| Supercopa de Paraguay | Club Libertad | Paraguay | 2023   |